# Fort Wehlens

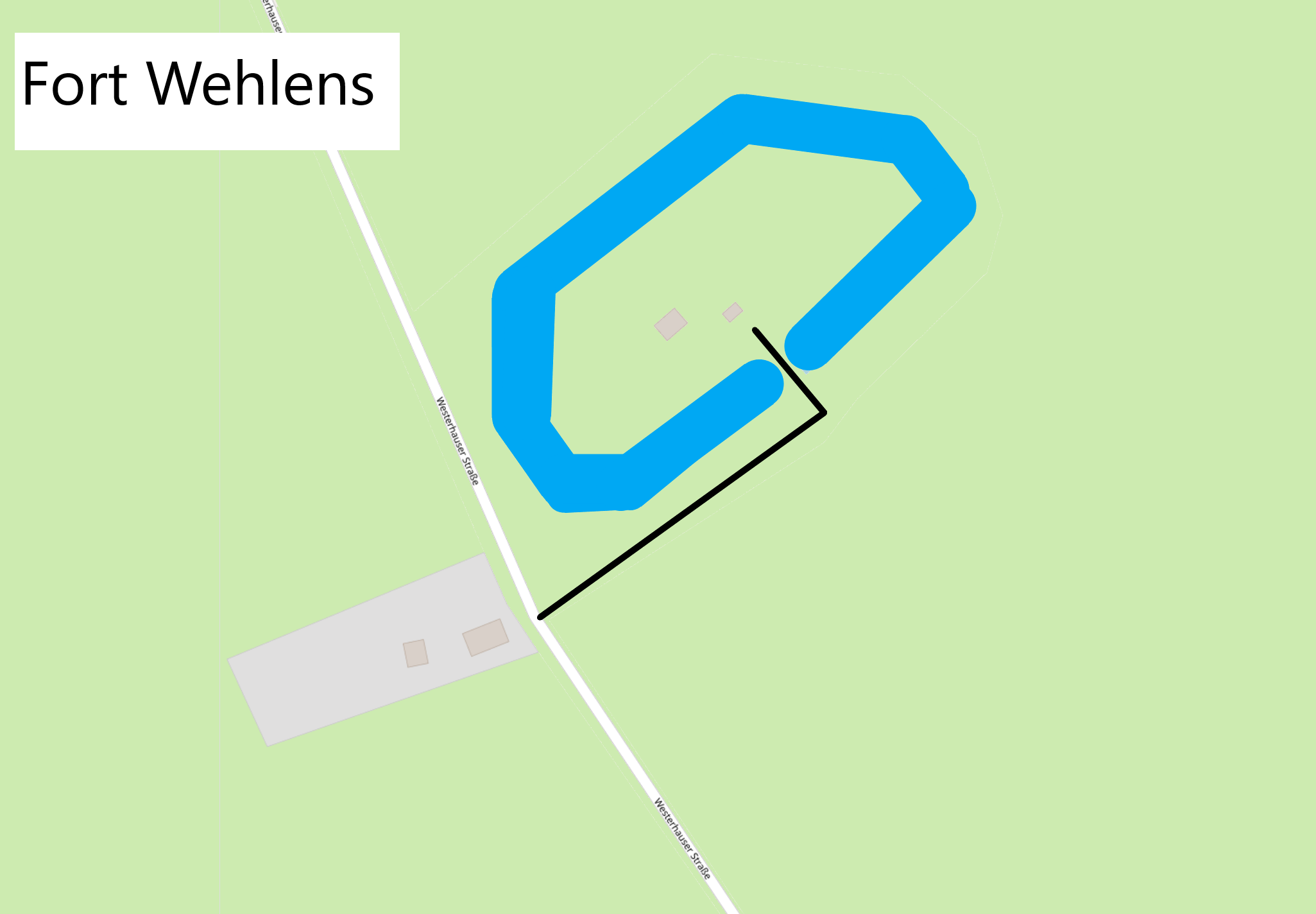
Umriss des Fort Wehlens

Das Fort Wehlens war eine Befestigungsanlage zum Schutz des Kriegshafens Wilhelmshaven.

## Lage

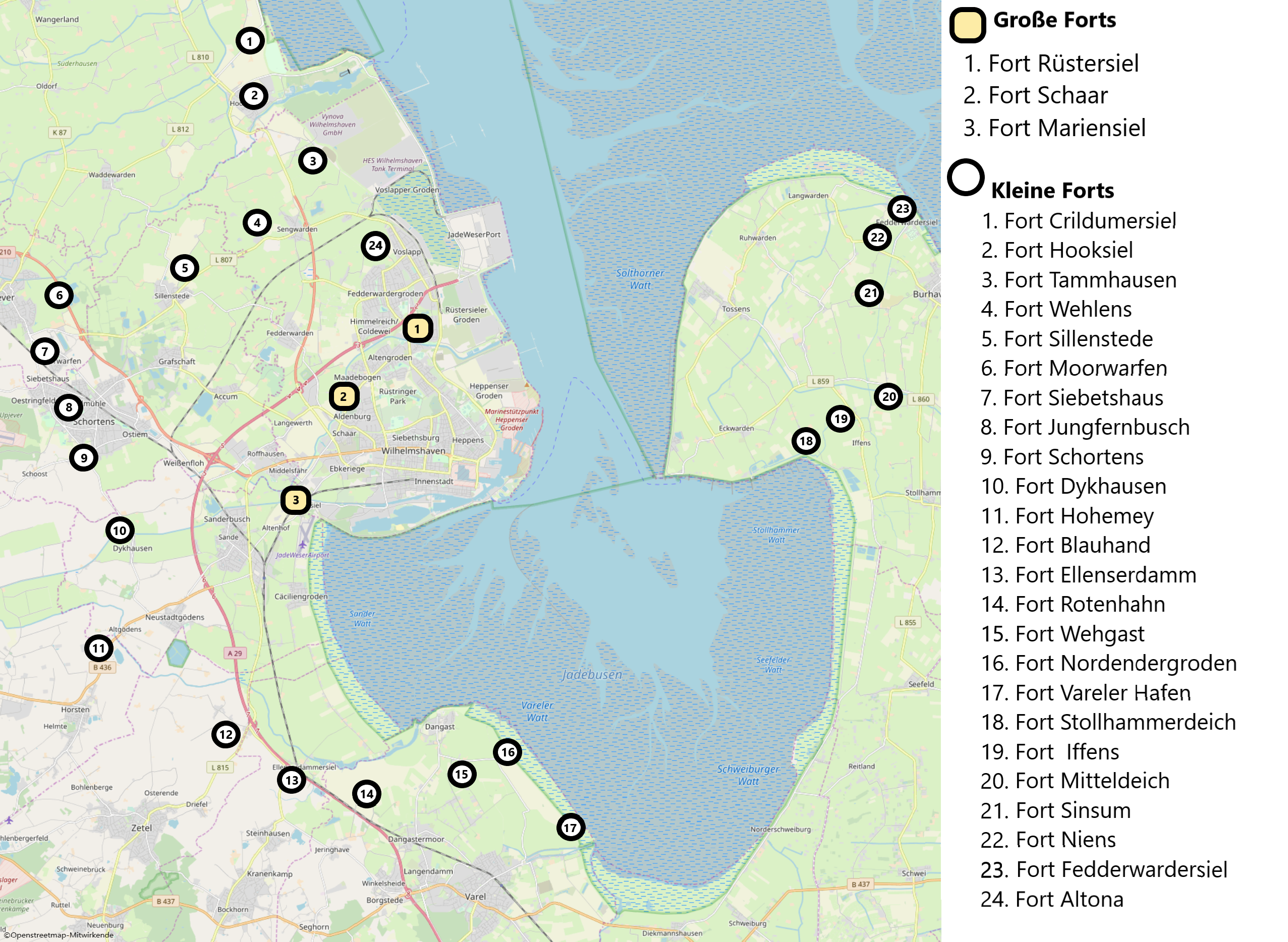
Position der Forts zum Schutz Wilhelmshavens

Das Fort wurde als geschlossene Lünette errichtet. Die Anlage war für zwei Züge Infanterie (~80 Mann) ausgelegt. Es befindet sich etwa 400 Meter nordwestlich von der Dorfwurt Wehlens westlich von Sengwarden. Der Grundriss des 250 Meter langen und 150 Meter breiten Forts nähert sich einem Halbmond an. Es ist nach außen durch eine Graft und einen Wall geschützt. Der Wall ist zum größten Teil noch erhalten, er hat eine Breite von 10 bis 15 Meter und eine Höhe von bis zu 2,5 Metern. Die Graft ist vollständig erhalten, 15 bis 20 Meter breit und führt Wasser.

## Geschichte
Das Fort wurde während des Ersten Weltkrieges vom Bauunternehmen Tietken aus Neuengroden gebaut. Südöstlich des Forts befand sich die Flakbatterie Wehlens, im Südwesten lag die Flakbatterie Meddeburg. Beide waren als Erdstellungen realisiert. Im Inneren der Anlage findet sich ein kleiner Betonbunker aus dem Zweiten Weltkrieg.

## Gegenwart
Das Fort steht aufgrund seiner militärhistorischen Bedeutung als Archäologisches Bodendenkmal unter Denkmalschutz.
Seit dem Jahr 2011 befindet sich da Fort Wehlens im Besitz der Familie Röder. 